# Les Rebelles du dieu néon
Pour plus de détails, voir Fiche technique et Distribution.
Les Rebelles du dieu néon (青少年哪吒, Qīngshàonián Nézhā) est un film taïwanais réalisé par Tsai Ming-liang, sorti en 1992 (1998 en France).

## Synopsis
Hsiao Kang (interprété par Lee Kang-sheng) passe son temps à déambuler dans les rues de Taipei à pied ou à motocyclette. Un jour, alors qu'il circule exceptionnellement dans le taxi de son père, il remarque un jeune homme à scooter. Ce dernier, agacé par les coups de klaxon de son père, casse le rétroviseur de la voiture. Hsiao Kang le retrouve quelque temps plus tard et le suit. S'ensuit une fascination progressive de Kan-sheng pour ce jeune homme et sa petite amie.

## Fiche technique
- Titre : Les Rebelles du dieu néon
- Titre original : 青少年哪吒, Qīngshàonián Nézhā
- Titre anglais : Rebels of the Neon God
- Réalisation : Tsai Ming-liang
- Scénario : Tsai Ming-liang
- Production : Hsu Li-kong
- Musique : Huang Hsu-chung
- Photographie : Liao Pen-jung
- Montage : Wang Chi-yang
- Pays de production : Taïwan
- Genre : drame
- Durée : 106 minutes
- Dates de sortie :
  - Taïwan : 1992
  - France : 25 mars 1998

## Distribution
- Lee Kang-sheng : Hsiao Kang.
- Tien Miao : le père de Hsiao Kang.
- Chen Chao-jung : Ah Tze.
- Wang Yu-wen : Ah Kuei.
- Jen Chang-pin : Ah Ping.
- Lin Hsiao-lan
- Lu Yi-ching : la mère de Hsiao Kang.

## Distinction
- Festival des 3 Continents 1993 : prix du meilleur premier film